# 岡恩彗星
岡恩彗星（65P/Gunn）是一顆週期彗星，目前的軌道周期為6.79年，位於火星和木星軌道之間的主小行星帶內。
1970年10月11日，普林斯頓大學的詹姆斯·岡恩利用帕洛瑪天文台122公分施密特望遠鏡發現岡恩彗星。岡恩彗星的亮度較低，為16等，在有利條件下可提高到12等。1972年，伊麗莎白·羅默爾成功在遠日點附近觀測到岡恩彗星。
1970年2月4日，彗星距離穀神星0.015個天文單位（2,200,000公里；1,400,000英里）經過。
1980年，人們注意到帕洛瑪天文台在1954年8月8日拍攝的底片上發現了一顆19等彗星，布萊恩·馬斯登確認是岡恩彗星的早期影像。

## 外部連結
- Orbital simulation from JPL (Java) / Horizons Ephemeris （页面存档备份，存于）
- 65P at Kronk's Cometography （页面存档备份，存于）
- 65P/Gunn （页面存档备份，存于） – Seiichi Yoshida @ aerith.net
- 65P Archive.today的存檔，存档日期2013-02-22 拉斯康布雷斯天文台 (26 Jun 2010 11:16, 150 seconds)

| 週期彗星                         | 週期彗星 | 週期彗星              |
| -------------------------------- | -------- | --------------------- |
| 前一顆彗星 斯威夫特-蓋勒爾斯彗星 | 岡恩彗星 | 後一顆彗星 杜圖瓦彗星 |
| 週期彗星列表                     |          |                       |